# Сарабайка
Сарабайка — река в Байкаловском районе Свердловской области России. Протекает через деревни Сапегину и Шаламы, сёла Шушары и Байкалово. В последнем Сарабайка впадает в реку Иленьку по левому берегу. Устье находится в 13 км от устья Иленьки. Длина реки Сарабайки составляет 18 км.
Система водного объекта: Иленька → Иленка → Ница → Тура → Тобол → Иртыш → Обь → Карское море.

## Данные водного реестра
По данным государственного водного реестра России, Сарабайка относится к Иртышскому бассейновому округу, водохозяйственный участок реки — Ница от слияния рек Реж и Нейва и до устья, речной подбассейн Тобола, речной бассейн Иртыша.
Код объекта в государственном водном реестре — 14010501912111200007392.